# 메하자빈 초두리
메하자빈 초두리(벵골어: মেহজাবিন চৌধুরী, 1991년 4월 19일 ~ )은 방글라데시의 배우, 모델이다.